# Perrine Le Leuch
Perrine Le Leuch, née le 5 janvier 1983 à Saint-Quentin (Aisne), est une joueuse de basket-ball française.

## Biographie
Sortie du Centre Fédéral, elle joue à Nantes-Rezé, l'ASA Sceaux, le COB Calais en ligue féminine, et Le Chesnay Versailles, après une blessure importante. Elle donne naissance à sa fille, puis rejoint le Limoges ABC en ligue 2. Elle devient kinésithérapeute à Fresnoy-le-Grand (Aisne).
En 2012, elle décroche la médaille d’or aux Championnats du monde de basket-ball 3×3 2012 en équipe mixte avec Laëtitia Kamba, Kevin Corre et Mérédis Houmounou.
Après une saison 2013-2014 à Franconville, elle retrouve l'équipe de France de 3x3.
Elle est de nouveau sélectionnée en équipe de France de 3x3 en 2016.

## Palmarès

### Sélection nationale
- Médaille d'or en mixte aux Championnats du monde de basket-ball 3×3 2012 en Grèce